# Bamboutos FC
Bamboutos Football Club w skrócie Bamboutos FC – kameruński klub piłkarski grający w kameruńskiej pierwszej lidze, mający siedzibę w mieście Mbouda.

## Sukcesy
- Klubowy Puchar UNIFFAC[1]:
  - zwycięstwo (1): 2004

## Występy w afrykańskich pucharach
| Sezon | Rozgrywki           | Runda    | Kraj       | Klub          | Dom | Wyjazd | Dwumecz |
| ----- | ------------------- | -------- | ---------- | ------------- | --- | ------ | ------- |
| 2005  | Puchar Konfederacji | 1        | Mauretania | ASAC Concorde | 2–0 | 0–0    | 2–0     |
| 2005  | Puchar Konfederacji | 2        | Algieria   | MC Oran       | 1–0 | 1–2    | 2–2     |
| 2005  | Puchar Konfederacji | play-off | Gwinea     | Fello Star    | 0–3 | 0–1    | 0–4     |

## Stadion
Domowe mecze klub rozgrywa na stadionie o nazwie Stade Tsuegwe de Mbouda w Mboudzie. Stadion może pomieścić 11000 widzów.

## Reprezentanci kraju grający w klubie od 2002 roku
Stan na wrzesień 2024.
| - Léonard Acha - Nicolas Alnoudji - Kemajou Dibami - Francis Ebembe - Pierre-François Etame - Roche Foning - Eric Kwekeu - Thierry Makon - Carlain Manga Mbah - Arnaud Monkam - Rostand Moukap - Yvan Ngansop - Alex Nganou - Mark O’Ojong | - Parfait Tchoubia - Rostand Youthé - Fabrice Djimhoue - Sébastien Boutaré - Amorese Dertin - Junior Gourrier - Gervais Kago - Stéphane Kaimba - Robert Mbahim - Melky Ndokomandji - Isaac Ngoma - Elvis Samolah - Noah Ssemakula |